# Succinimida (compuesto)

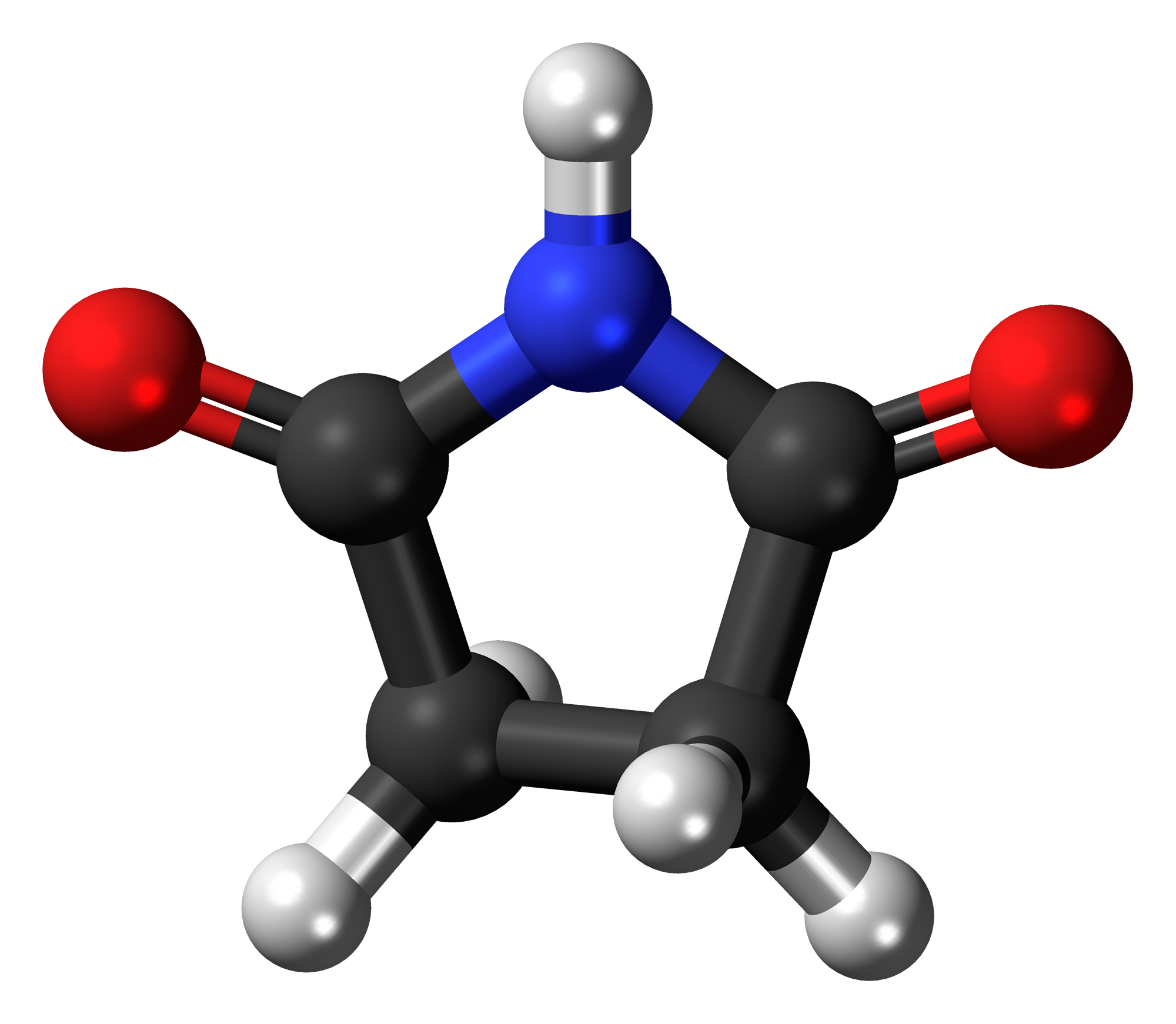
Anillo de succinimida.

Las succinimidas son fácilmente disponibles y tienen una alta reactividad química debido a la presencia de grupos carbonilo y metileno. Las succinimidas sustituidas son compuestos importantes empleados en farmacología para el tratamiento de ciertos tipos de epilepsia, así como en otras áreas industriales.

## Usos
Los derivados de la succinimida son compuestos significativos que se encuentran en diversos productos naturales, que revelan una notable actividad biológica. Además, tienen varias aplicaciones importantes en agroquímicos, materiales funcionales y ciencias de los polímeros.
Los aditivos son esenciales para todo tipo de aceites lubricantes y se agregan para dar a los aceites nuevas propiedades como detergencia y estabilidad a la oxidación, o para mejorar propiedades tales como punto de fluidez e índice de viscosidad. Derivados de las succinimidas tienen acción de tipo detergente/dispersante. Las succinimidas son químicos poliméricos, sin cenizas, que se usan como aditivos en aceites de motor para mantener los productos de oxidación y otros precursores de depósitos, dispersos en el aceite de motor, de modo que estos subproductos del calor y combustión no se depositen y dañen partes clave del motor. Debido a que su función es dispersar estos subproductos del calor y la combustión, las succinimidas se conocen comúnmente como dispersantes de succinimida.